# Fedorivka (Distretto di Karlivka)
Fedorivka (in ucraino Федорівка?; in russo Фёдоровка?, Fëdorovka) è un centro abitato dell'Ucraina.